# Georgetown (Luisiana)
Georgetown es una villa ubicada en la parroquia de Grant en el estado estadounidense de Luisiana. En el Censo de 2010 tenía una población de 327 habitantes y una densidad poblacional de 96,97 personas por km².

## Geografía
Georgetown se encuentra ubicada en las coordenadas 31°45′31″N 92°22′49″O / 31.75861, -92.38028. Según la Oficina del Censo de los Estados Unidos, Georgetown tiene una superficie total de 3.37 km², de la cual 3.36 km² corresponden a tierra firme y (0.23%) 0.01 km² es agua.

## Demografía
Según el censo de 2010, había 327 personas residiendo en Georgetown. La densidad de población era de 96,97 hab./km². De los 327 habitantes, Georgetown estaba compuesto por el 96.33% blancos, el 0.31% eran afroamericanos, el 2.14% eran amerindios, el 0% eran asiáticos, el 0% eran isleños del Pacífico, el 0% eran de otras razas y el 1.22% pertenecían a dos o más razas. Del total de la población el 1.53% eran hispanos o latinos de cualquier raza.